# Landfrauenverband Württemberg-Baden
Der Landfrauenverband Württemberg-Baden e.V. (Eigenschreibweise LandFrauenverband Württemberg-Baden) ist ein 1947 gegründeter unabhängiger Frauenverband und ist mit etwa 53.000 Mitgliedern (Stand: Januar 2019) Mitgliedsverband im Deutschen Landfrauenverband. Sitz der Geschäftsstelle ist Stuttgart. Das Verbandsgebiet umfasst die Landesteile Nordwürttemberg-Nordbaden. 

## Geschichte
Der erste Landfrauenverein wurde im Jahre 1898 in Ostpreußen von Elisabet Boehm gegründet, um Weiterbildungsmöglichkeiten für Frauen im ländlichen Raum zu bieten. Daraus entstand 1916 ein Reichsverband, dessen erste Vorsitzende Boehm war. Im deutschen Südwesten gründete Fürstin Therese zu Hohenlohe-Waldenburg im Jahr 1916 den ersten landwirtschaftlichen Hausfrauenverein in Öhringen. 1933 wurden die landwirtschaftlichen Hausfrauenvereine aufgelöst und in den Reichsnährstand eingegliedert.
Der Landfrauenverband Württemberg-Baden wurde am 30. April 1947 in Ludwigsburg gegründet mit Marie-Luise Leutrum zu Ertingen als erster Präsidentin. Erste Geschäftsführerin wurde Regina Frankenfeld. Die Geschäftsstelle befand sich zunächst im Schloss Unterriexingen, seit 1950 in Stuttgart.
Das 1984 gegründete Bildungs- und Sozialwerk des Verbandes ist anerkannter Träger der ländlichen Erwachsenenbildung. Seit 1986 besteht die Arbeitsgemeinschaft der drei Landfrauenverbände in Baden-Württemberg mit den Landfrauenverbänden Südbaden, Württemberg-Baden und Württemberg-Hohenzollern. Derzeit sind auf Landesebene über 80.000 Landfrauen zusammengeschlossen. 

## Aktivitäten
Der Verband unterstützt Frauen im ländlichen Raum durch Bildungs- und Kulturangebote und bietet ihnen Unterstützung in unterschiedlichen Lebenssituationen.
Das Bildungs- und Sozialwerk des Landfrauenverbandes will den Zugang zu qualifizierten Arbeitsplätzen für Frauen ermöglichen und setzt sich für die gesellschaftliche Aufwertung und Anerkennung von Frauenarbeit in Familie, Beruf und Ehrenamt ein.

## Kreis- und Ortsverbände
Der Landfrauenverband Württemberg-Baden erstreckt sich von Ulm bis Mannheim und von Main-Tauber bis zur Ostalb. Der Verband organisiert sich in 24 Kreisverbände und 615 Ortsvereine. Die Kreisverbände sind: 
- Blaubeuren
- Böblingen
- Crailsheim
- Esslingen
- Enzkreis
- Gaildorf
- Geislingen
- Göppingen
- Heidelberg
- Heidenheim
- Heilbronn
- Hohenlohe
- Karlsruhe
- Ludwigsburg
- Main-Tauber
- Mannheim
- Neckar-Odenwald
- Nürtingen
- Ostalb
- Rems-Murr
- Schwäbisch Gmünd
- Schwäbisch Hall
- Stuttgart
- Ulm

## Präsidentinnen
- 1947–1959: Marie-Luise Leutrum zu Ertingen
- 1959–1979: Hanne Schiefer
- 1979–1991: Brigitte Heinrich
- 1991–2004: Gudrun Laible
- 2004–2016: Hannelore Wörz
- seit 2016: Marie-Luise Linckh